# رجاء أبو غزالة
رجاء عادل أبو غزالة (1942 - 23 مايو 1995) هي فنانة تشكيلية وكاتبة أردنية من أصول فلسطينية، وُلدت عام 1942 في بيروت وتوفيت في عمّان بتاريخ 23 مايو 1995. كانت رجاء عضوًا في رابطة الكتاب الأردنيين، ورابطة الفنانين التشكيليين الأردنيين، وشغلت عضوية هيئتيهما الإداريتين.

## التعليم
تلقت رجاء تعليمها الابتدائي في بيروت، وحصلت على شهادة الثانوية العامة من مدرسةٍ للراهبات عام 1961، كما أتقنت اللغات الفرنسية والإنجليزية والإيطالية، وتوجهت نحو دراسة الفن التشكيلي، حيثُ نُشرت رسومها الكاريكاتيرية في صحيفة الحوادث اللبنانية وهي في السادسة عشرة من عمرها.
انتقلت للإقامة في مدينة جدة بالمملكة العربية السعودية، ثم انتقلت إلى عمّان عام 1980، حيث تابعت تعليمَها، فأنهت الثّانوية العامة عام 1981، وحصلت على دبلوم من بريطانيا، ودوراتٍ في الاقتصاد من المعهد البريطاني بجدة، كما حصلت على شهادة البكالوريوس في الأدب الإنجليزي من الجامعة الأردنية عام 1985 وعلى شهادة الماجستير من الجامعة نفسها.

## عملها
أقامت رجاء معارض تشكيلية فردية، كما شاركت في معارض جماعية في جدة وعمّان والعقبة وباريس، وفي عام 1980 كتبت مقالةً أسبوعية في صحيفة صوت الشعب، ثم انتقلت للكتابة إلى زاوية أوراق في صحيفة الرأي اليومية.

## أعمالها الأدبية
قدمت رجاء عددًا من الأعمال الأدبية، ومنها:
- "معك أستطيع اغتيال الزمن"، شعر، دار الشعب، عمّان، 1978.
- "الهروب الدائري"، شعر، دار الشعب، عمّان، 1980.
- "الأبواب المغلقة"، قصص، دار الباحث، بيروت، 1982.
- "المطاردة"، قصص، دار الشروق، عمّان، 1988.
- "كرم بلا سياج"، قصص، المؤسّسة العربيّة للدراسات والنشر، بيروت، 1992.
- "القضيّة"، قصص، وزارة الثقافة، عمّان، 1994.
- "زهرة الكريز"، قصص، دار الكرمل، عمّان، 1994.
- "امرأة خارج الحصار"، رواية، رابطة الكتّاب الأردنيين، عمّان، 1995.[4]

كما تركت عددًا من المخطوطات ومنها:
- المرأة في الواقع والأدب والفن.
- التصفية أو السباق (رواية).
- الطلاق (نص مسرحي).
- المارد والقمقم.. في شخصية المرأة.

## وفاتها
تُوفيت رجاء في مدينة عمان بتاريخ 23 مايو 1995 عن عمرٍ يناهز 53 عامًا.